# جمال جميل

الصورة اليمين: جمال جميل يوقع على قرار إعدامه. وعلى اليسار: جمال جميل يستمع لقرار حكم الإعدام

جمال جميل ضابط وقائد عسكري عراقي شارك في ثورة الدستور اليمنية عام 1948 التي قامت ضد الحكم الإمامي، في 20 فبراير وعين على أثرها قائد لقوات الأمن من قبل الإمام الجديد عبد الله الوزير، وساهم جمال جميل في الدفاع عن العاصمة صنعاء اثناء حصارها من قوات الإمام، ولكن لم يستطيع الصمود لقلة الجيش وضعف الإمكانيات وقوة الطرف الآخر المدعوم من القبائل، ففشلت الثورة وحكم عليه بالإعدام، واعدم في «ميدان شرارة» (ميدان التحرير حالياً). 
سمي مركز الشرطة المجاور لميدان التحرير بأسمه، وكذلك المدرسة مدرسة جمال جميل.

## نشأته وحياته
أكد الكاتب زيد خلدون جميل (أبن أخ جمال جميل) أن جمال جميل  ولد عام 1911، ونشأ في مدينة الموصل شمال العراق. كما ذكر الكاتب أن لقب جمال جميل لم يكن "الجبوري".
درس الابتدائية والإعدادية والثانوية، ثم التحق بالكلية الحربية في بغداد والتي كان اسمها المدرسة العسكرية الملكية وتخرج منها، وتدرج في الرتب العسكرية حتى وصل إلى رتبة نقيب. 
تعين مرافقا لرئيس أركان الجيش العراقي بكر صدقي، وشارك في الحركة التي تزعّمها بكر صدقي ضد نوري السعيد رئيس الوزراء العراقي التي انتهت بمقتل بكر صدقي، واعتقال أتباعهِ والحكم عليهم بالإعدام، ومنهم جمال جميل، غير أنّ هذا الحكم أُلغي لأسباب مجهولة. و عين جمال جميل بعد خروجهِ من السجن آمرا للقوات النهرية، التي كانت تجوب نهري دجلة والفرات.

## وجوده في اليمن
لما عقدت المعاهدة اليمنية العراقية سنة 1349 هـ/ 1930م، واتفق الجانبان على التعاون العسكري بينهما، أرسلت الحكومة العراقية أول بعثة عسكرية إلى اليمن، مكونة من أربعة أعضاء من العسكريين الأكفاء، وهم: العميد الركن إسماعيل صفوت رئيسًا، وعضوية كلٍّ من محمد المحاويلي، وعبدالقادر الكاظم، وجمال جميل الذي كان يفقد الأمل تدريجيا في أمل وصوله ألى منصب رفيع في الجيش العراقي بسبب موقف النظام السياسي منه. وقد وصلت هذه البعثة إلى اليمن يوم 25 شباط/فبراير 1940 برئاسة إسماعيل صفوت.
عمل من خلال موقعه على إدخال المدفعية في الجيش اليمني، وفتح دورات للضباط، وتحديث أساليب التدريب، حتى تشكّل فوج مدفعي نموذجي، كما عمل على زيادة مرتبات أفراد وضباط الجيش؛ محاولة منه للقضاء على ظاهرة الرشوة التي انتشرت في أوساط الجيش آنذاك.
وفي نوفمبر/تشرين الثاني من عام 1942م عادت البعثة العراقية إلى العراق إلا أنَّ جمال جميل فضّل البقاء في اليمن، وأقام علاقات واسعة في المجتمع من حوله سواء داخل الجيش أو لدى الأسر الكبيرة، وكان يشارك الناس أفراحهم وأتراحهم. 

### في الجيش
أسند إليه بعد عودة البعثة العراقية الإشراف على الجيش المظفر، وعلى الكلية الحربية، فأتاح له ذلك التعرف على العديد من الضباط والجنود اليمنيين، وبدأ يفتح أعينهم على الواقع المزري الذي تعيشه اليمن، وكان صريحًا في ذلك حتى في المجالس العامة والاحتفالات الرسمية.
وفي بداية عام 1948 رقى إلى رتبة عقيد وأصبح مستشار الجيش اليمني وكان في نفس الوقت على صلة قوية بشباب الضباط الأحرار الذين تلقوا التعليم العسكري في الكلية الحربية في بغداد ومنحا نزل «الفضيل الورتلاني» بصنعاء ضيفًا على الحكومة، كان جمال قد أصبح من شخصيات المدينة المرموقين، وكأنه أحد زعماء اليمن.
ثم قاد جمال جميل الانقلاب على الحكم، وقتل على أثرها ملك اليمن الامام يحيى بن حميد الدين، وتولى عبد الله الوزير الإمامة فيما عين جمال جميل القائد العام للجيش اليمني، لكن ذلك لم يستمر سوى بضعة أشهر، حيث نجح ولي العهد الإمام أحمد في استعادة الحكم، والقبض على كل المشاركين في الانقلاب وعلى رأسهم الرئيس جمال جميل، وأصدر قرارًا بإعدامهم. و تردد الأمام أحمد في تنفيذ حكم الأعدام بجمال جميل نظرا لسمعته غير العادية وأعجاب الجميع به. ولذلك كتب رسالة ألى الأمير عبدالأله (الوصي على عرش العراق) طالبا مشورته. وكان جواب الأمير عبدالأله بتنفيذ حكم الأعدام فورا. ربما لأن جمال جميل كان من المدافعين عن نظام الملك غازي.

## وفاته
حكم عليه الإمام أحمد بالإعدام ونفذ حكم الإعدام بالسيف في شهر آذار/مارس من سنة 1948. و لم تدفن جثة جمال جميل، بل رميت في الصحراء. و لذلك لا يوجد قبر له.